# Heilig-Kreuz-Kapelle (Wilburgstetten)

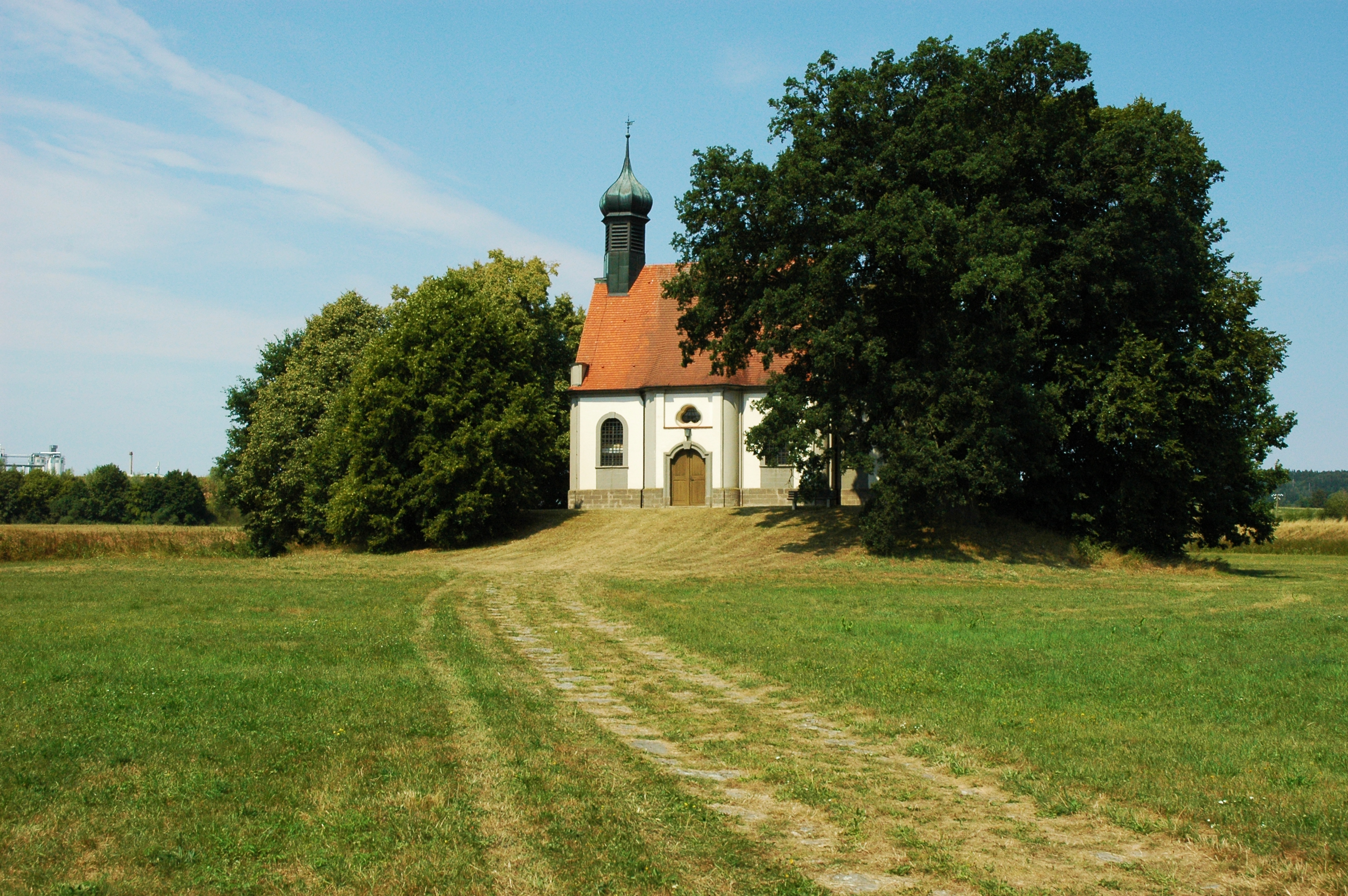
Außenansicht der Heilig-Kreuz-Kapelle Wilburgstetten

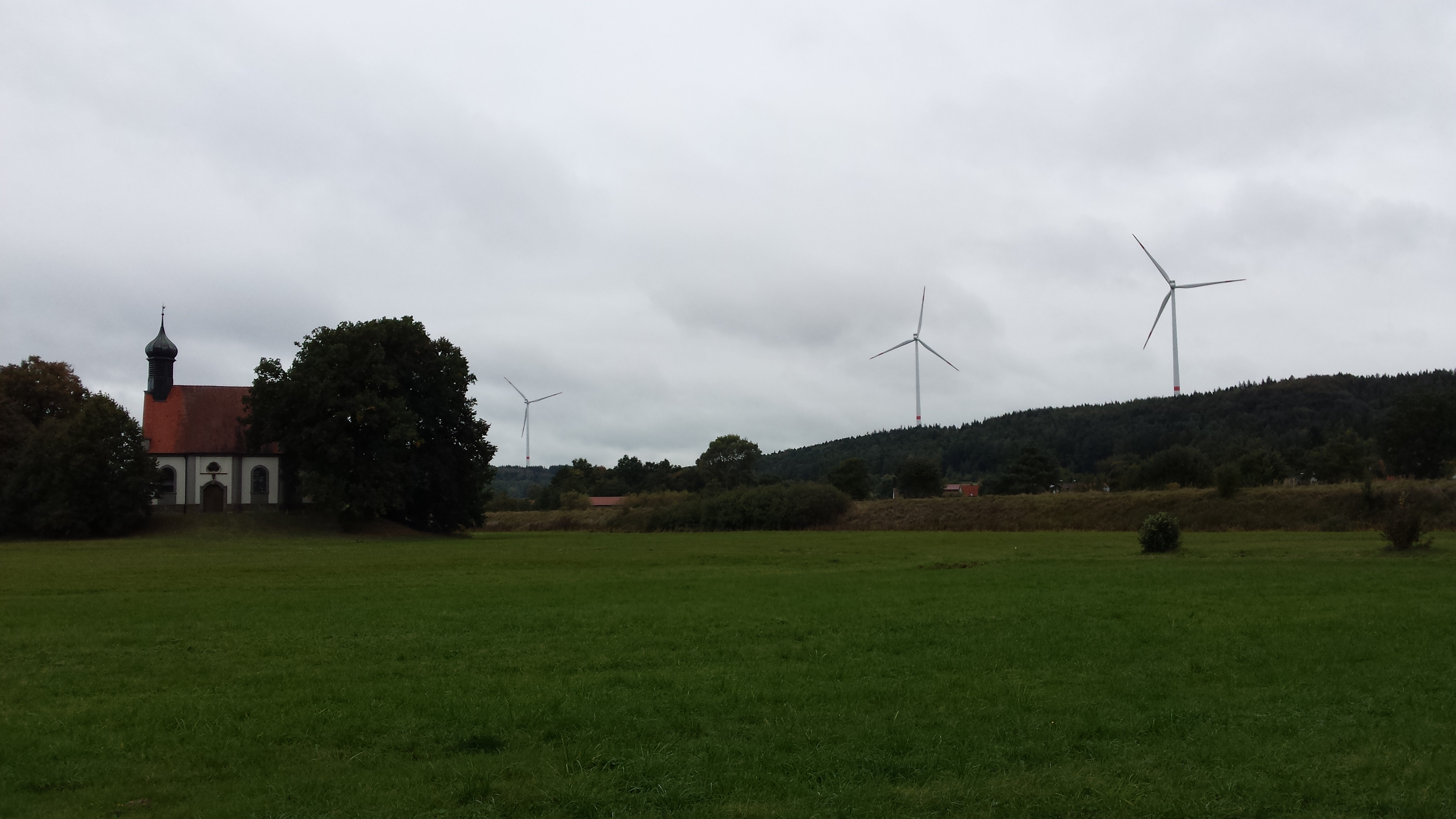
Heilig-Kreuz-Kapelle im Jahr 2016

Die Heilig-Kreuz-Kapelle in Wilburgstetten im mittelfränkischen Landkreis Ansbach wurde zwischen 1744 und 1745 als Rokokokapelle erbaut.  Sie wurde auf dem ehemaligen Burghügel der Limburg errichtet. Der gekreuzigte Christus im Inneren der Kirche kam 1696 nach Wilburgstetten und war der Anlass zum Bau der Kapelle.

## Burghügel
Die Kapelle wurde auf dem Burghügel der ehemaligen Limburg erbaut. Ein Ortsteil von Wilburgstetten trägt bis heute diesen Namen. Die Truchsessen von Limburg gehörten der Adelsfamilie von Rechenberg an, die ab 1261 urkundlich in Wilburgstetten nachweisbar ist. Die Rechenberger waren Lehensnehmer der Grafen von Oettingen. Auf der südlichen Seite des Flusses Wörnitz errichtete die Familie der Rechenberger eine zweite Burg, die Wilburg. Nach dieser Burg ist der Ort Wilburgstetten benannt.
Noch heute erkennt man sehr gut den Burghügel und den Hügel der Vorburg. Die Hügel wurden künstlich angelegt und durch einen Wassergraben voneinander getrennt. Dieser, wie auch zwei weitere Gräben um beide Burghügel herum, wurden durch einen Kanal mit Wasser aus der nahegelegenen Wörnitz gespeist. Diese beiden Gräben sind heute nur noch bei Hochwasser sichtbar.

## Kapelle

### Vorläufer-Bauten
Anlass für einen ersten Holzbau war ein Christuskreuz, das heute noch in der Kapelle zu sehen ist. 1696 wurde ein ausgedientes Kreuz aus der Ellwanger Pfarrkirche nach Wilburgstetten gebracht.
Um es vor Wind und Wetter zu schützen, wurde eine kleine einfache Kapelle aus Holz um das Kreuz errichtet.
Nachdem 1431 der Burghügel bei Wilburgstetten in den Besitz der Stadt Dinkelsbühl überging, geriet der Rat der Stadt immer wieder in Streitigkeiten. Der katholische Teil der Stadt wollte die Kapelle Anfang des 18. Jahrhunderts ausbauen. Dagegen stellte sich der evangelische Teil des Rats. Der Streit der beiden Konfessionen über den weiteren Verbleib der Kapelle verhärtete sich so, dass Kaiser Karl VII. persönlich aufgefordert wurde, den Streit zu schlichten.

### Heutige Kapelle

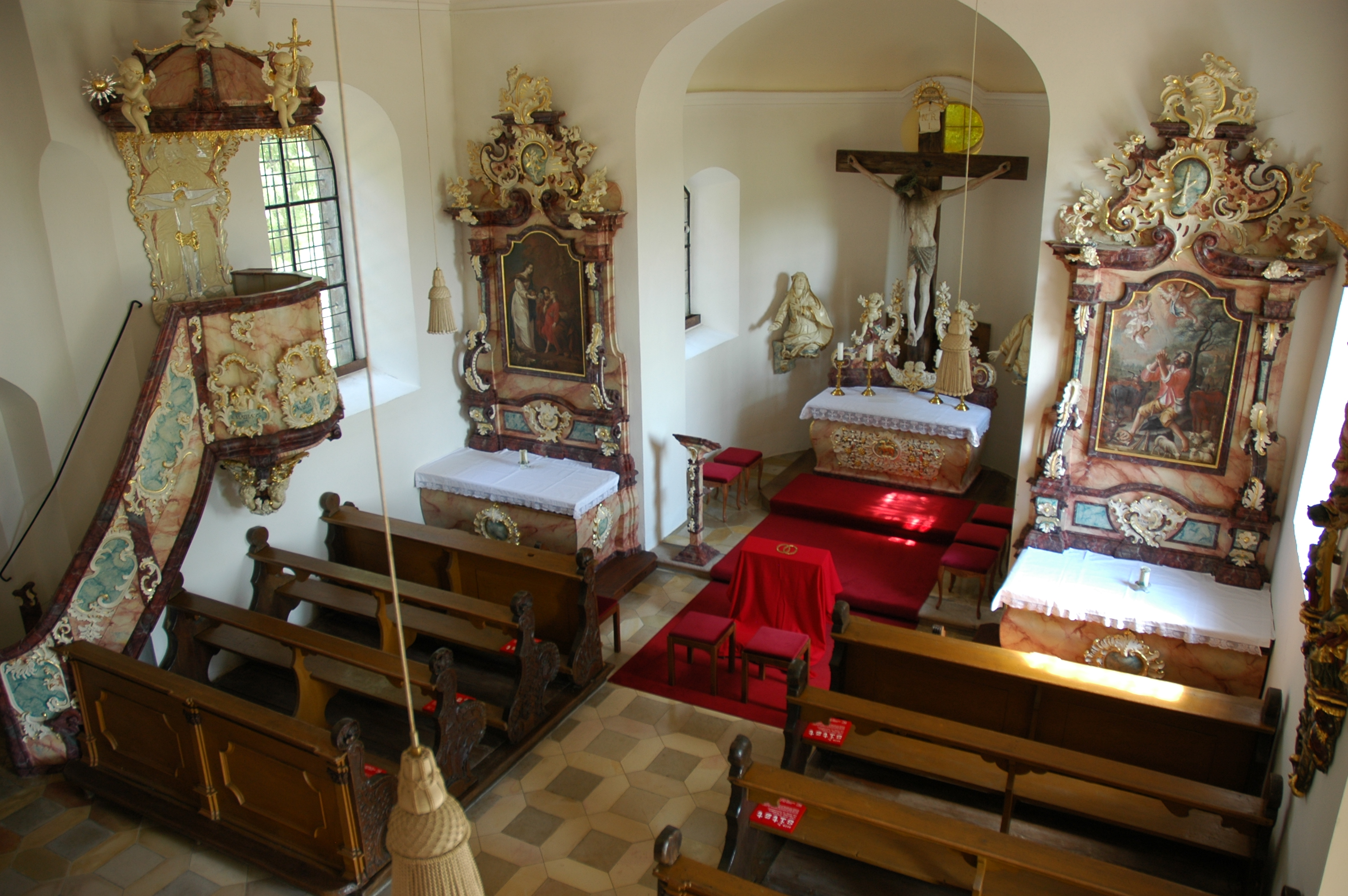
Innenraum der Heilig-Kreuz-Kapelle Wilburgstetten

Der heutige Steinbau der Kapelle wurde 1745 aus Spenden errichtet. Die neue Kapelle ist um über 6 m länger als die erste Holzkapelle. Der kräftig eingezogene Chor der verhältnismäßig großen Kapelle ist halbrund geschlossen. Das Langhaus besitzt eine Flachdecke und Rundbogenfenster.
Der umlaufende hohe Quadersockel hat an der Ostseite die Jahreszahl 1744 eingraviert. Die Ecken des Baues und die beiden Risalite sind konkav gerundet. Der Bau ist außen verputzt. Unverputzt blieben aber der Sockel sowie die flachen Fensterbögen und die kräftig profilierten Portalrahmungen aus Sandstein.
Die Seitenaltäre entstanden um 1760. Die Holzaufbauten sind mit einem Muscheldekorschnitzwerk versehen. Heute tragen die Seitenaltäre eine neuere farbkräftige Fassung. Das Gebälk wurde mit Engelsköpfen und Rocaillevasen geschmückt. Auf den Aufsatzkartuschen sieht man Embleme des Zimmerhandwerks und der Hirtenmusik; sie beziehen sich auf die Darstellungen der Altarblätter: die Heilige Familie und der Heilige Wendelin.
Die Kanzel entstand gleichzeitig mit den Seitenaltären. Am geschweiften Korpus und besonders an der Brüstung entdeckt man Muschelschnitzwerk. In den Kartuschen der Kanzelseiten sind klein die vier Evangelistensymbole eingearbeitet. An der Konsole hat der Künstler Engelsköpfchen und Wolken eingearbeitet. Die Stuhlwangen ähneln dem Gestühl der Pfarrkirche Wilburgstetten und der Kapuzinerkirche Dinkelsbühl. Das Kreuz in der Mitte des Altarraums stammt vermutlich aus dem 14. Jahrhundert.

#### Nutzung während des Zweiten Weltkriegs

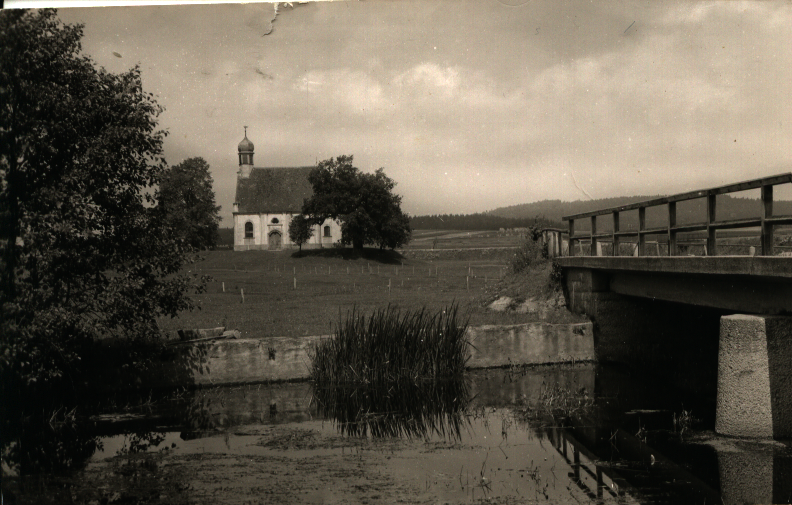
Heilig-Kreuz-Kapelle mit alter Wörnitzbrücke im Vordergrund

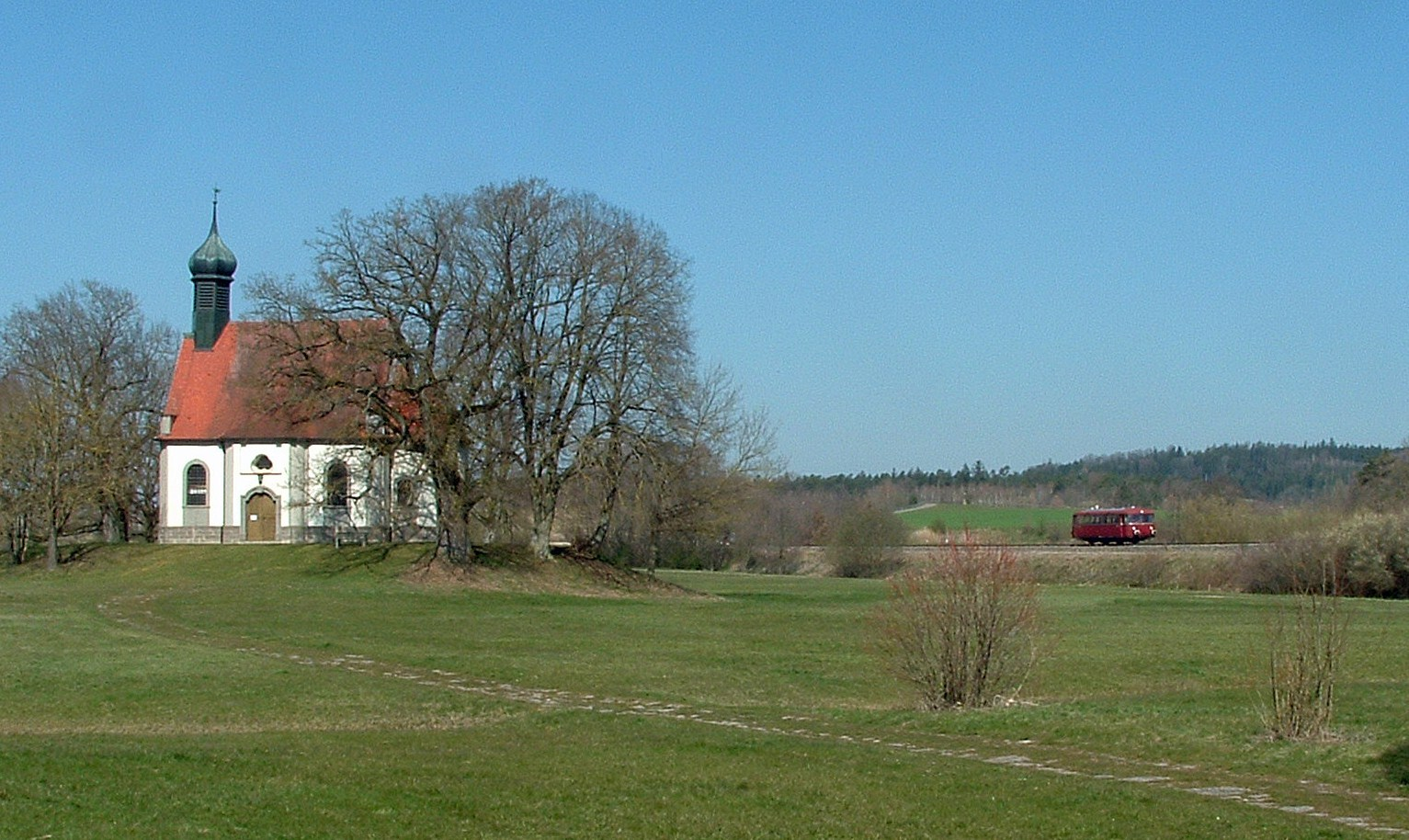
Heilig-Kreuz-Kapelle b. Wilburgstetten/Mfr. mit Schienenbus VT 98 auf der neu instandgesetzten Bahnstrecke Nördlingen–Wilburgstetten 2020

In den letzten Jahren des Zweiten Weltkriegs wurde die Kapelle als Außenlager für Archivalien aus dem Staatsarchiv Nürnberg genutzt. Während dieser Zeit entfernten Wilburgstetter Bauern die Schnüre von den Akten, um sie als Geiselschnüre für Peitschen zu nutzen.

#### Finanzierung
Bereits 1696 wurde eine Heilig-Kreuz-Stiftung gegründet, im ersten Jahr nahm die Stiftung durch Spenden bereits 46 Gulden ein. Das entspricht heute etwa 2.300 Euro.
1706/07, nachdem die erste Holzkapelle errichtet wurde, wurden 103 Gulden gespendet.

## Kapellenstreit von 1705 bis 1753
Der evangelische Bürgermeister der Stadt Dinkelsbühl wollte nicht ohne weiteres zulassen, dass die katholische Geistlichkeit auf Städtegrund eine Steinkapelle errichtet. Seiner Meinung nach gehöre das Land der gesamten Stadt und dürfe nicht vom katholischen Teil allein durch eine Kapelle in Anspruch genommen werden. Auch missfiel dem protestantischen Ratsteil der übertriebene Religionseifer der Katholiken im Allgemeinen. Dass Wilburgstetten selbst katholisch war, interessierte den evangelischen Rat wenig. Beide Konfessionen sahen in der Heilig-Kreuz-Kapelle ein Pars-pro-toto. Es ging ihnen nicht allein um die Kapelle, sondern vielmehr um die Vorherrschaft der Konfessionen in Dinkelsbühl.
Um den weiteren Ausbau zu verhindern, wandten sich die evangelischen Räte an den kaiserlichen Rat. Dieser entsandte 1723 eine kaiserliche Kommission nach Dinkelsbühl. Obwohl mehr als 40 Zeugen vernommen wurden, kam die Kommission zu keinem Ergebnis. 1744 ließen die evangelischen Räte ein Gutachten von der Universität in Tübingen erstellen. Hier kam man zu dem Schluss, dass die Kapelle unverzüglich abgerissen werden müsse. Die Wilburgstettener Bürger sowie der katholische Rat weigerten sich und hielten weiterhin Gottesdienste in der Kapelle ab.
Im weiteren Verlauf der Auseinandersetzung versuchten die protestantischen Räte, den Kaiser selbst zu einer Entscheidung in der Sache zu bewegen. Erst 1750 entschloss sich der kaiserliche Rat, den Kapellenstreit zur Entscheidung an den schwäbischen Bund zu übertragen.
Am 21. Dezember 1752 kam es in Dinkelsbühl zu einem Vergleich: Die Kapelle zum Heiligen Kreuz durfte stehenbleiben. Dafür bekam der protestantische Teil der Stadt die Erlaubnis, im evangelischen Greiselbach ein ähnlich großes Gebäude mit Glockenturm zu errichten. So entstand das Schulhaus in Greiselbach. Der Glockenturm dort ähnelt sehr dem der Heilig-Kreuz-Kapelle. Fraglich ist, ob die Ähnlichkeit der Glockentürme auf die Gleichstellung der Konfessionen hindeuten soll.

## „Wunder“ beim Heiligen Kreuz

### Jesus lebt!
Am 15. Juni 1746 betete eine Bäuerin aus Dürrwangen auf dem Weg zum Nördlinger Markt in der Kapelle. Mitten im Gebet glaubte sie, Jesus Christus persönlich spreche zu ihr. Sie sah, wie sich die Zunge des Gekreuzigten bewegte, als würde er sprechen. Sofort meldete sie das Geschehen dem Ortspfarrer, der die Sache zusammen mit dem Dekan von Dinkelsbühl näher untersuchen wollte.
Das „Wunder“ vom Heiligen Kreuz sprach sich schnell herum. Die Wallfahrten nach Wilburgstetten nahmen schlagartig zu. Als das Kreuz 1973 restauriert wurde, stellte sich heraus, dass die Zunge beweglich ist. Wahrscheinlich wurde sie 1746 durch einen Luftzug in Bewegung gesetzt.

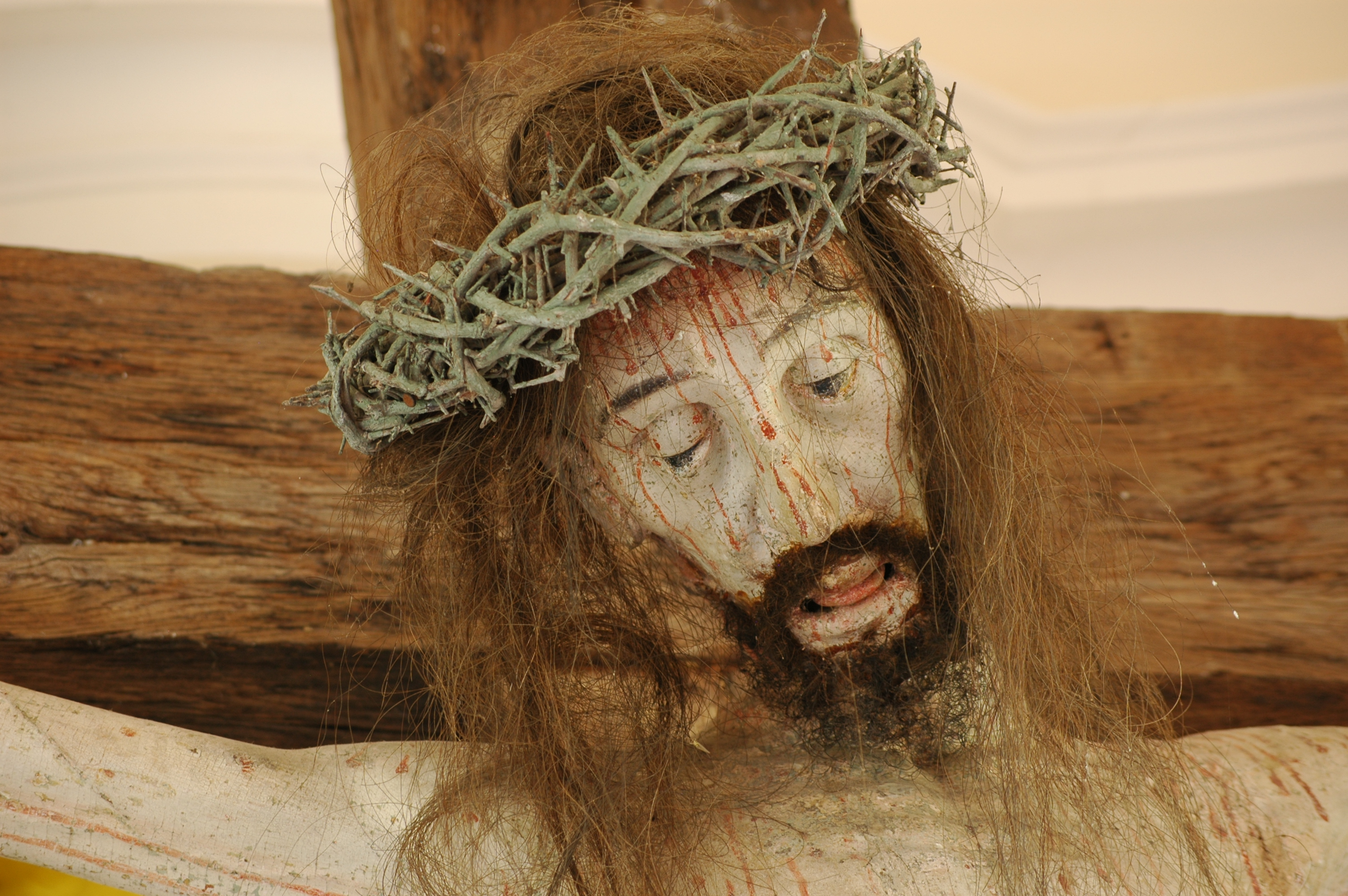
Christusfigur in der Heilig-Kreuz-Kapelle Wilburgstetten

### Lebendiger Christus
Eine alte Wilburgstetter Legende besagt, dass im Winter die Vögel den Bart des Gekreuzigten abfressen. Im Sommer des nächsten Jahres wächst er wieder von alleine nach.
Eine Erklärung für die Sage könnte sein, dass als Barthaare echte Rosshaare dienen. Diese ziehen sich bei Kälte zusammen und dehnen sich bei Hitze im Sommer wieder aus.